# Église Saint-François-de-Sales de Grenoble
L'église Saint-François-de-Sales de Grenoble est une église paroissiale de Grenoble, en France, dépendant du diocèse de Grenoble-Vienne. Elle est située dans le quartier Exposition-Bajatière, positionné dans le sud-est de la ville.

## Histoire

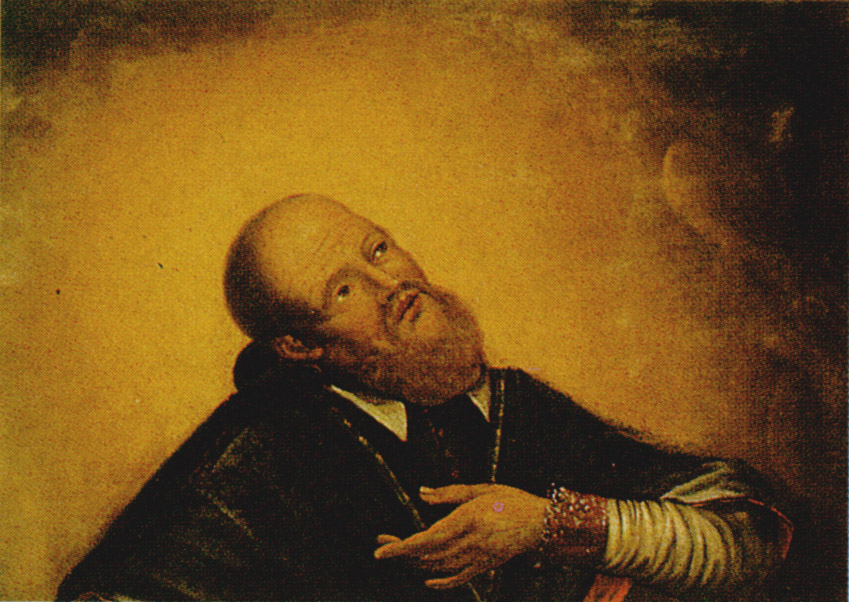
François de Sales en sa gloire, Anonyme, 1677.

Le 18 août 1877, Jean Baptiste Lauras, préfet de l'Isère, reçoit une demande d'ériger une chapelle dans le quartier de la Bajatière. L'évêque de Grenoble, Amand-Joseph Fava, signale qu'il existe dans le quartier une école de filles qui ne vont pas à la messe en raison de l'éloignement de l'église. La chapelle de l'école normale des instituteurs est le seul lieu de culte catholique du quartier. Le 14 novembre 1877 est discutée l'érection d'une « chapelle de secours ».
En octobre 1890, cette chapelle est ouverte aux paroissiens. À Noël 1906, une collecte commence pour la construction dune église, tandis que la paroisse est consacrée le 29 septembre 1912 par l'évêque Louis-Joseph Maurin. La paroisse porte le nom de Saint-François-de-Sales, patron des journalistes, en raison de la dévotion que lui voue le curé fondateur, l'abbé Rey. Un hôtel-Dieu est installé à côté de l'église pour soigner les pensionnaires malades ou âgés. Tenu par les religieuses de Saint Thomas d'Aix, il ferme le 20 octobre 1920.

## Description

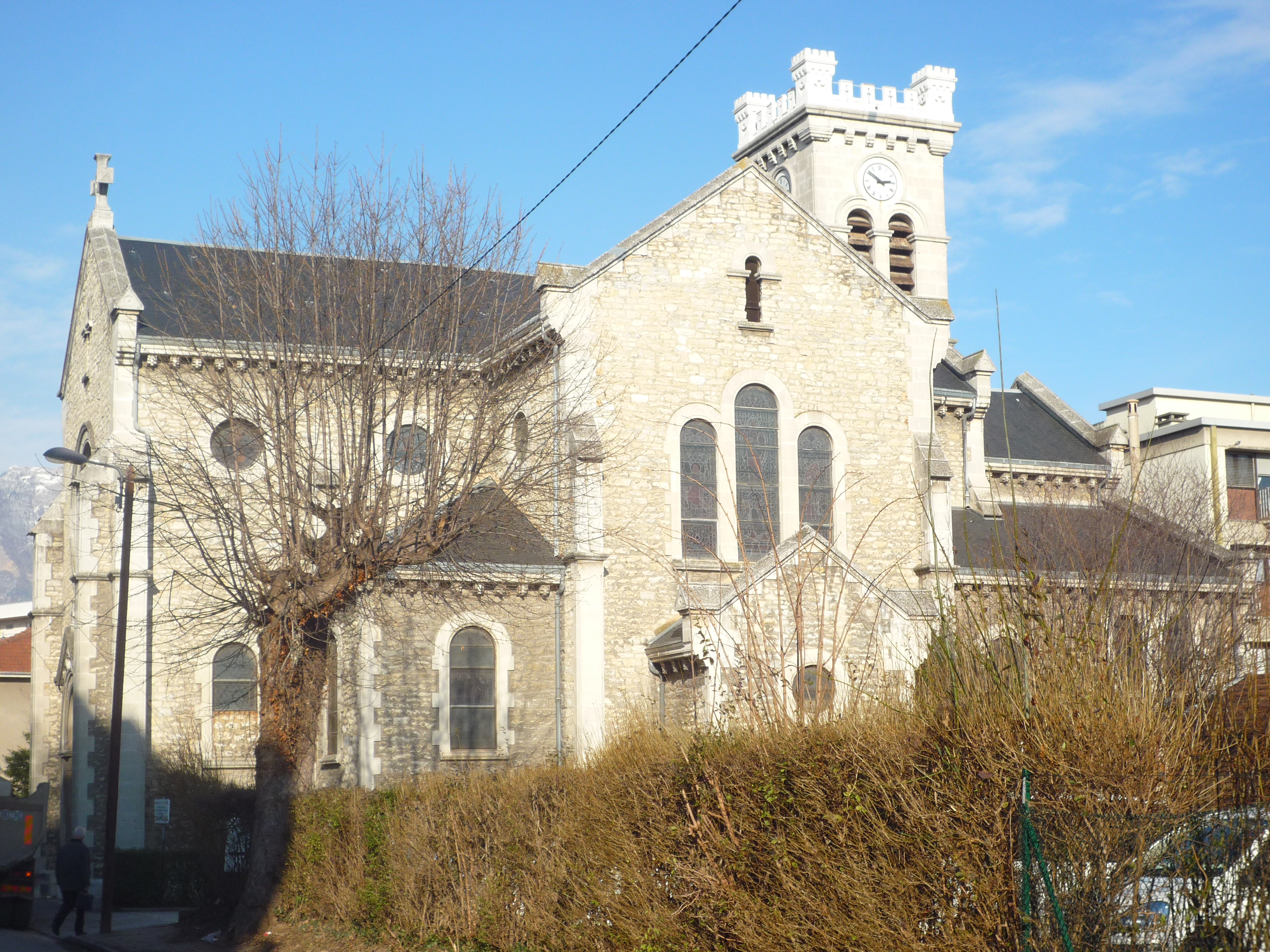
Autre vue de l'église Saint-François-de-Sales

L'église présente un clocher en forme de tour crénelée et pourvue de quatre cadrans identiques. L'édifice, constitué de murs de pierres blanches, a la forme d'une croix byzantine. Les pierres taillées qui la constituent sont extraites des carrières de Saint-Julien-de-Ratz, les vitraux proviennent des ateliers A. F Bernard et Fils, les marbreries proviennent des établissements Siaux et l'horloge aux quatre cadrans a été fabriquée par l'horloger Mayet.
À l'intérieur de l'église une chaire de bois sculpté au XVIIe siècle a été placée en dépôt par les Visitandines du Couvent Sainte-Marie d'en-Haut, à l'époque où elles abandonnèrent leur couvent, situé au pied de la colline de la Bastille

## Situation et rattachement
L'église fut installée au no 16 de la rue Ponsard à Grenoble, à l'angle de la rue Saint-François de Sales, rue ouverte, en 1914, afin de desservir le lieu mais sans autorisation de la mairie. Les riverains utilisèrent leurs propres fonds pour créer l'édifice. L'édifice se positionne dans la partie nord du quartier Exposition-Bajatière. Elle est rattachée à la paroisse catholique de la Sainte Trinité, elle-même rattachée au diocèse de Grenoble-Vienne.